# Tramlijn 3b (Île-de-France)
Lijn 3b van de tram van Île-de-France, kortweg T3b genoemd, is een tramlijn aan de oost- en noordoostkant van Parijs, geopend op 15 december 2012. De tramlijn vormt samen met lijn T3a een (niet gesloten) ringlijn over een groot deel van de Boulevards des Maréchaux, een aantal wegen die samen een ringweg vormen binnen de Périphérique. De lijnen zijn gescheiden, te Porte de Vincennes is een verbinding tussen de beide lijnen. De lijnen staan door hun route over de Boulevards des Maréchaux ook bekend als Tramway des Maréchaux.

## Geschiedenis

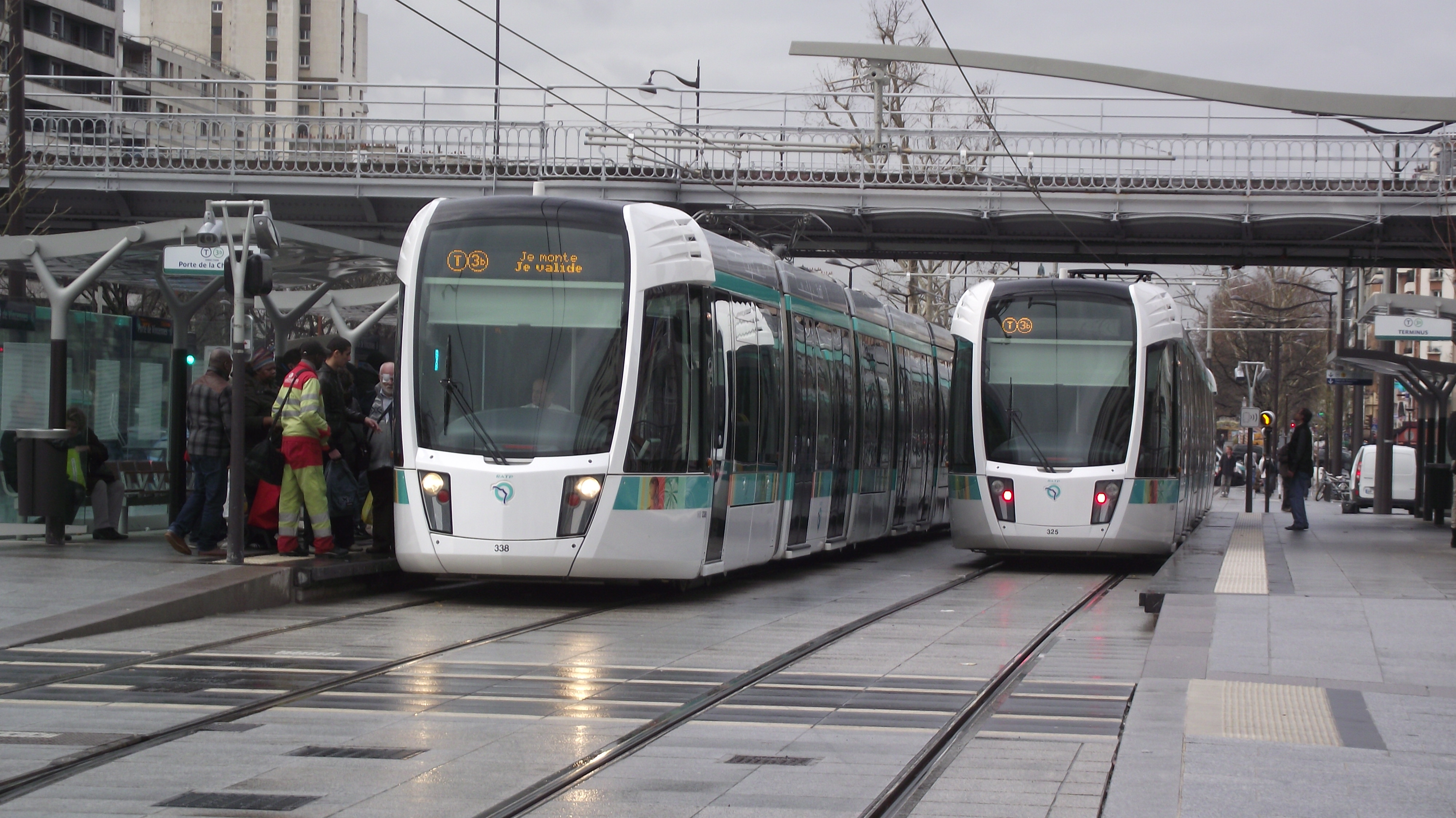
Tramlijn T3b te Porte de Vincennes, enkele dagen na de opening

Nadat bij de buslijnen, die over de Boulevards des Maréchaux lopen, capaciteitsproblemen begonnen op te treden begon men in 2000 te werken aan plannen om de vervoerscapaciteit te verhogen. In eerste instantie wilde men een buslijn, aangezien een tramlijn controversieel was en nog steeds is in dit gedeelte van Parijs: een tramlijn zou de nu al te smalle boulevards nog meer versmallen. Daarnaast is er de vlakbijgelegen buitengebruik geraakte ringspoorweg, de Ligne de Petite Ceinture, die omgebouwd had kunnen worden tot een tramlijn. Ook zou de doorstroming bij de kruisingen tussen trambaan en weg flink verslechteren.
Na de opening van het eerste deel van tramlijn 3a (toen nog lijn 3), eind 2006, werd begonnen aan een nieuw stuk tramlijn tot de Porte de la Chapelle, met 22 nieuwe stations. Na voltooiing van deze uitbreiding werd de lijn in twee delen geknipt (Pont du Garigliano - Porte de Vincennes en Porte de Vincennes - Porte de La Chapelle) om grote vertragingen te voorkomen. Het gedeelde tussen Pont du Garigliano en Porte de Vincennes heet sindsdien lijn 3a, en het gedeelte tussen Porte de Vincennes en Porte de La Chapelle lijn 3b. In Porte de Vincennes hebben beide lijnen hun eigen kopeindpunt gescheiden door een drukke verkeersweg, de Cours de Vincennes. Over deze weg is een loopbrug aangelegd om de beide haltes met elkaar te verbinden. Bij de kruising van de Boulevard Davout met Cours de Vincennes liggen verbindingssporen die niet voor de reizigersexploitatie wordt gebruikt.
In 2015 opende het station Rosa Parks aan de RER E. Op lijn 3b werd ook een halte voor deze overstap toegevoegd.

## Bijzonderheden
- Lijn 3b gaat aan de noordoostkant, in het 19e arrondissement bij het Parc de la Villette, voor twee haltes (Delphine Seyrig en Ella Fitzgerald) de ringweg over om de gemeente Pantin te bedienen.
- De haltes worden in de tram omgeroepen met voor elke halte een eigen muzikaal deuntje.

## Toekomst
- Verwacht wordt dat in de herfst van 2018 een verlenging van lijn 3b met 4,3 kilometer kan plaatsvinden naar Porte d'Asnières. Hierdoor ontstaat samen met de RER C een ringlijn in de nabijheid van de Boulevards des Maréchaux. De werken waarvan het einde eerst voor 2017 was voorzien liepen vertraging op door de vondst van asbest op het traject.

## Exploitatie
Voor de dienstregeling worden 46 trams type Citadis 402 gebruikt, welke worden gedeeld met lijn 3a. De trams zijn gebouwd door de Franse fabrikant Alstom. De trams zijn genummerd in de 300 serie, hebben een lengte van 43,7 m en een breedte van 2,65 m en kunnen 304 mensen vervoeren. In de spits rijden de trams elke 3 à 4 minuten, in de daluren elke 5 minuten.'s Avonds en in het weekend ligt de frequentie lager, met gemiddeld een tram elke 9 minuten. In de late avonduren (na 10 uur) rijden de trams om het kwartier.
De tramlijnen sluiten bij de eindpunten Porte de la Chapelle en Pont du Garigliano aan op de respectievelijke drukke ringbuslijnen PC3 en PC1. Tramlijn 3 vormt samen met de buslijnen PC1 en PC3 een complete ringlijn. De buslijn PC2 is vervangen door de tramlijnen.